# Vulkaninsel

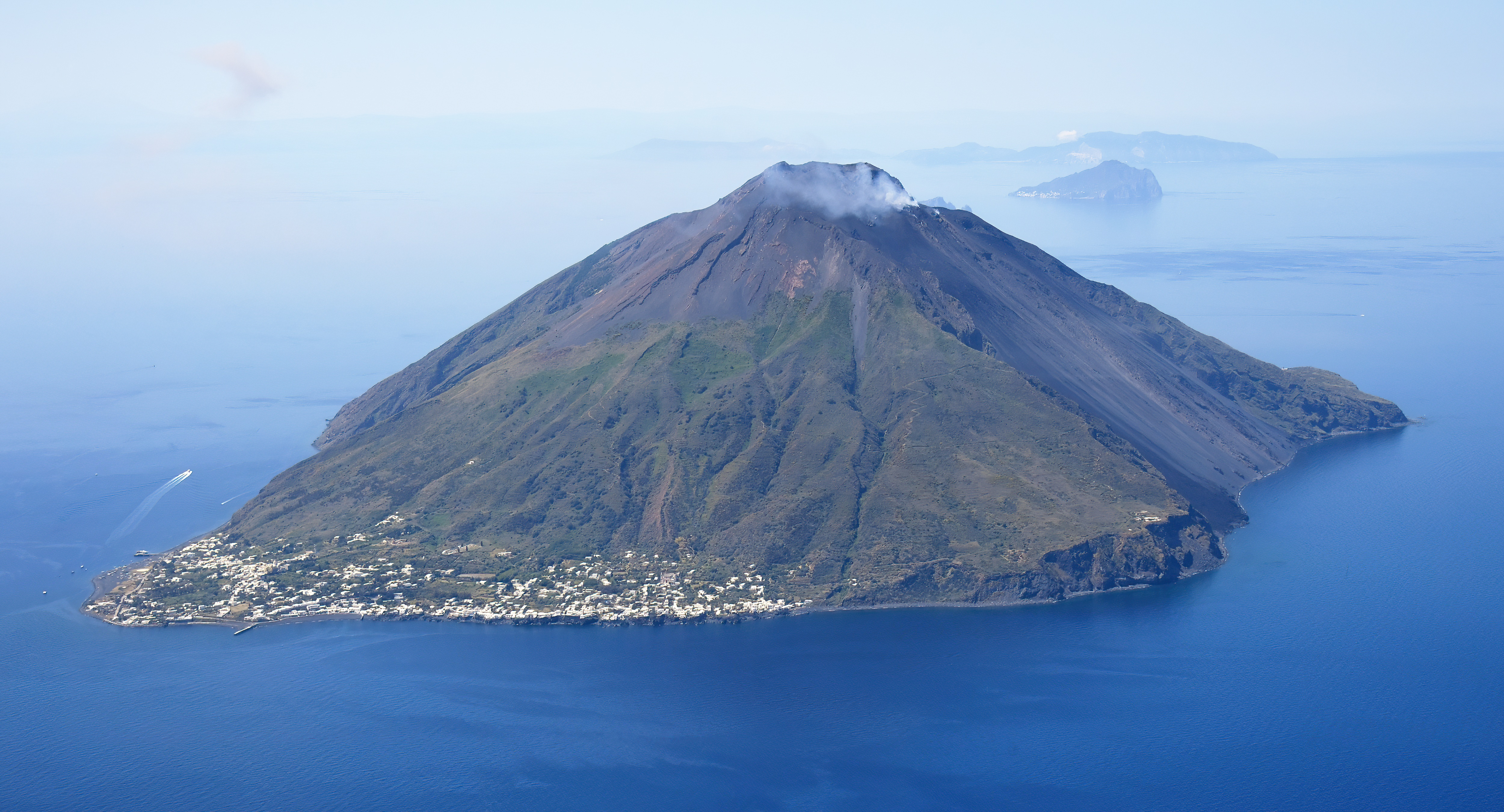
Die Insel Stromboli vor der Küste Italiens entstand durch vulkanische Aktivität.

Vulkaninsel bezeichnet eine Insel, deren Landmasse überwiegend von mindestens einem aktiven oder inaktiven Vulkan gebildet wird.

## Entstehung
Drei verschiedene Formen von Vulkanismus bewirken die Entstehung von Vulkaninseln: einzelne Hotspots, die Aktivität eines Mittelozeanischen Rückens oder eine Subduktionszone. Zu erstgenannter Kategorie zählen unter anderem die Azoren, die Galapagos-Inseln und der Hawaii-Archipel, zur zweitgenannten Kategorie der Revillagigedo-Archipel vor der Westküste Mexikos mit den Inseln Socorro und San Benedicto und zur letztgenannten Kategorie zählen die Aleuten, die Marianen oder die Liparischen Inseln. Eine Besonderheit ist die sehr große Vulkaninsel Island, wo Hotspot-Vulkanismus mit dem Vulkanismus eines Mittelozeanischen Rückens zusammenfällt.

## Beispiele
Einige Archipele (Inselgruppen) bestehen nahezu vollständig aus Vulkaninseln, so etwa die Azoren, die Kurilen, die Aleuten, die Marianen und die Südlichen Sandwichinseln. 
Beispiele für einzelne Vulkaninseln sind etwa Tristan da Cunha, Jan Mayen, Stromboli oder Heard Island. Oftmals ragen auch nur noch Reste einstiger Vulkane steil aus dem Ozean, so beispielsweise Ball’s Pyramid, Sōfugan, Roca Partida oder die Rocas Alijos. Die weltweit größte Vulkaninsel ist Island.